# NGC 3948
NGC 3948 је појединачна звезда у сазвежђу Лав која се налази на NGC листи објеката дубоког неба.
Деклинација објекта је + 20° 57' 4" а ректасцензија 11h 53m 36,6s. Привидна величина (магнитуда) објекта NGC 3948 износи 13,1 а фотографска магнитуда 13,4.